# Valse
Pour les articles ayant des titres homophones, voir Vals et Valls.
Pour l’article homonyme, voir Valse (cocktail).

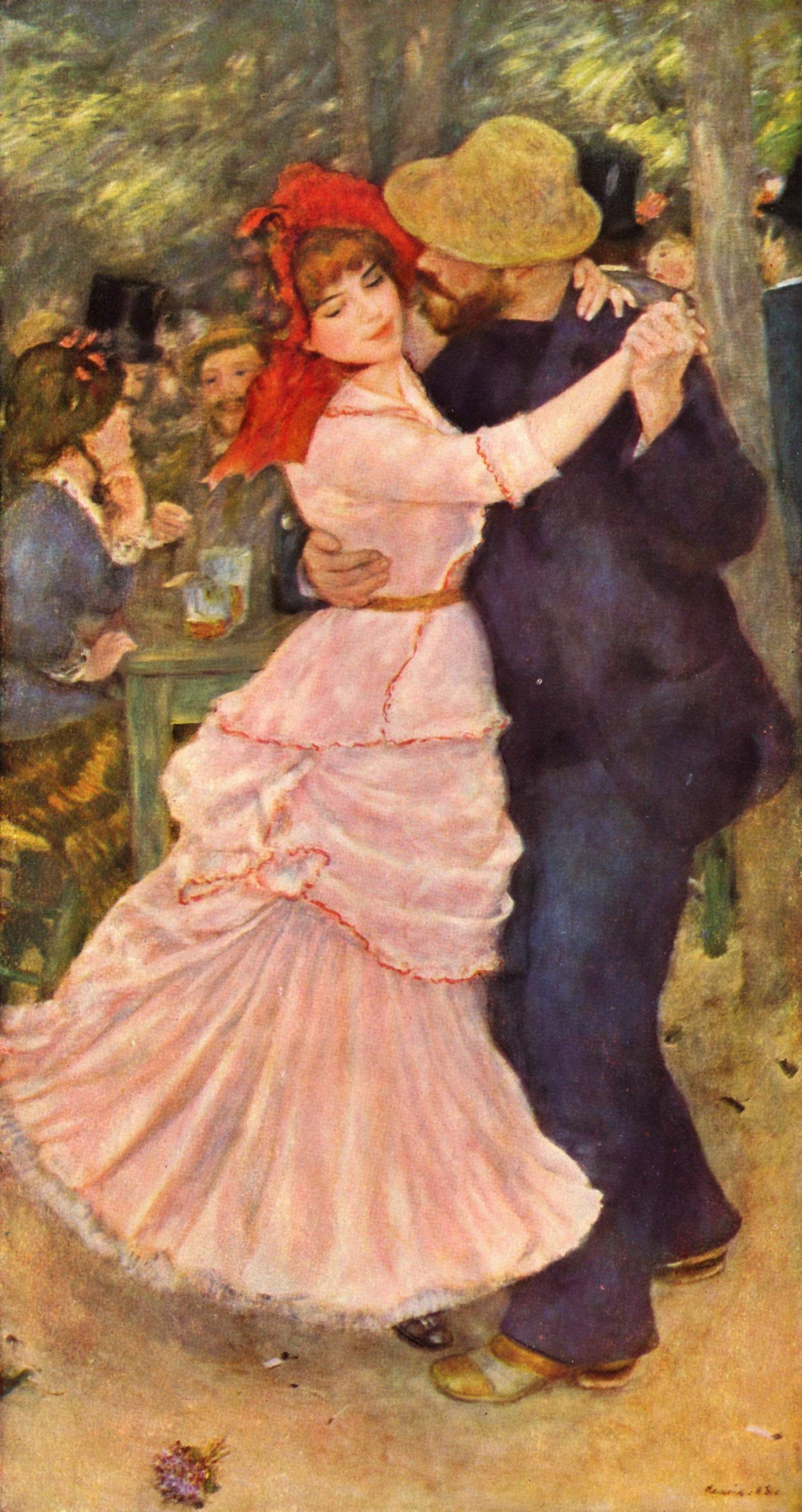
Pierre-Auguste Renoir, Bal à Bougival, 1883

Populaire ou de société, la valse est une danse généralement écrite sur une mesure à 
, prise parfois à la noire (valse lente à trois temps binaires) ou le plus souvent à la blanche pointée (à la mesure, à un temps ternaire) cadençant son fameux rythme ternaire et dans laquelle le couple enlacé se déplace sur la piste en tournant sur lui-même.

## Origine et histoire de la valse
La valse vient de l'allemand « Walzer » qui signifie « tourner en rond »[réf. nécessaire]. La valse a gagné ses lettres de noblesse dans les années 1780 à Vienne et s'est ensuite répandue en Occident.

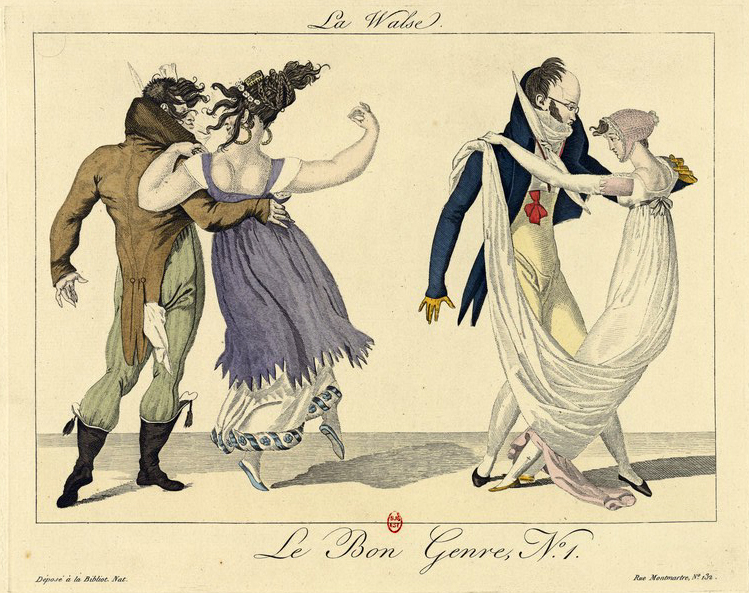
La Walse, caricature de 1801.

Certains supposent que la valse a pour origine des danses populaires en Allemagne ou en Autriche. Certaines remontent jusqu'au XIVe siècle. C'est en Haute-Bavière, au Tyrol, en Haute-Carniole (Oberkrain, Slovénie), que la valse traditionnelle est jouée, et également en Suisse alémanique (même par les jeunes générations).
Elles se sont développées en opposition aux danses de cour dansées en Autriche ou dans les principautés allemandes. Ces danses de cour, telles que le menuet, étaient très formelles sous l'influence de la cour française de Versailles.

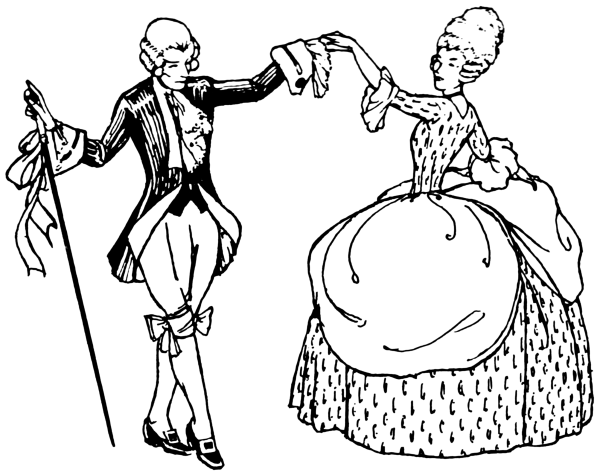
Menuet (vers 1773)

Il y avait donc une grosse différence entre ces danses de cour rigides et dansées en ligne et ces danses populaires à trois temps, en couple fermé en rotation. La valse aurait aussi été influencée par la volte, danse de bal à trois temps pratiquée au XVIe siècle, apparentée elle à la gaillarde. Mais Yves Guilcher et Marc Honegger contestent ceci.
Elle prend le plus souvent la forme bipartie à da capo de l'ancien menuet, avec ses reprises (AA BB - CC DD - AB); elle peut être précédée d'une courte introduction, voire d'un prélude non dansé, et suivie d'une coda qui peut se substituer au « da capo » en prenant des dimensions plus larges, qui reprennent successivement tout ou partie des thèmes principaux. Si mélodiquement, il est probable qu'elle soit une transformation de l’allemande du XVIIIe siècle, elle-même dérivée du Ländler, rythmiquement, ce qui caractérise le plus la valse, c'est son accompagnement: fondé sur un premier temps fort et appuyé sur la basse, et de deux temps plus faibles, légers, au ténor et à l'alto, formant des contretemps ternaires, la voix de soprano ne laissant que rarement la mélodie au ténor. De carrure toujours simple, c'est une succession de phrases formées de 8 mesures pour les danses les plus rudimentaires, de 16 ou 32 mesures voire 64 pour les plus élaborées, chacune d'elles étant redivisible en demi-phrases égales (antécédent/conséquent).
C'est le roman de Goethe, Les Souffrances du jeune Werther (1774) qui présente une scène de bal avec valse et qui a assuré sa promotion définitive[réf. nécessaire].
Mais c'est la Révolution française qui a assuré le déclin de ces danses de cour et la pratique courante de la valse. Les premières utilisations du parquet et des chaussures de cuir ont permis de passer des pas sautés aux pas glissés.
À compter de 1840, les danses de salon se sont nettement séparées des danses de ballet. Les professeurs de danse ont notamment commencé à les enseigner séparément et la profession de maître de danse de salon est apparue.
Dans la seconde moitié du XIXe siècle, des compositeurs ont écrit des morceaux de valse relevant de la musique pure, en parallèle des milliers de valses qui avaient été écrits pour être dansés. Le plus célèbre est Le Beau Danube bleu. Les titres principaux sont recensés dans l'article Liste de valses.
La valse a été longtemps considérée comme inconvenante du fait de se retrouver en « couple fermé », c'est-à-dire l'homme face à la femme et non pas à côté comme dans les danses « bienséantes », telles que la gavotte ou le menuet par exemple. Le chevalier de Ségur disait en parlant d'une jeune fille : « Elle a son pucelage, moins la valse ».

### Valse à droite et valse à gauche

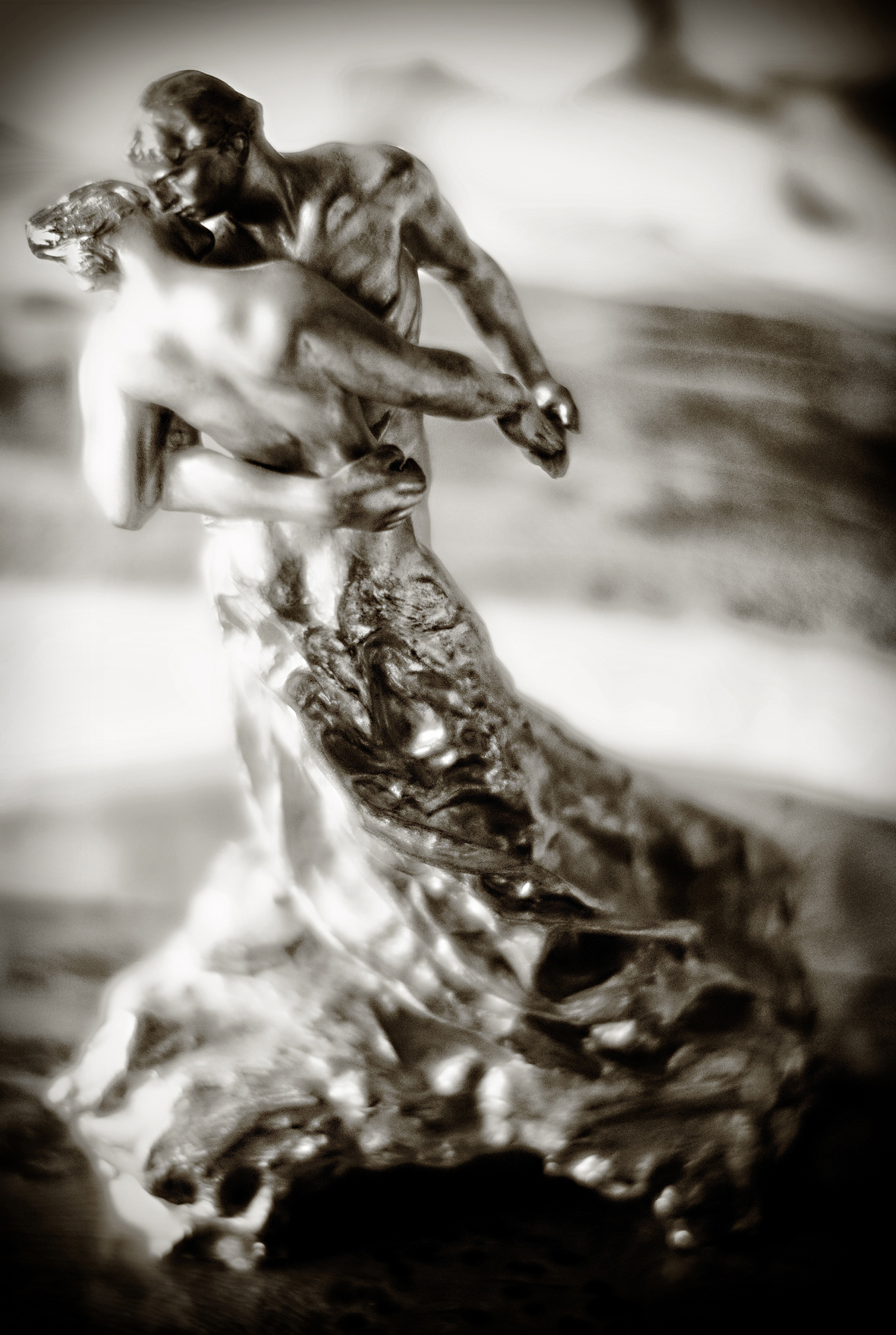
Camille Claudel, La Valse

On peut danser la valse à droite (le couple danse dans le sens des aiguilles d'une montre) ou la valse à gauche. La valse à droite (resp. valse à gauche) est également appelée tour à droite (resp. tour à gauche).
Le tour à droite est plus facile à pratiquer que le tour à gauche pour la raison suivante :
- Le danseur guide le couple avec son bassin, mais aussi avec son bras. La majorité des personnes étant droitières, il a été convenu que le danseur enlace la danseuse avec son bras droit dans le dos pour la guider.
- Dès lors, il est plus facile au danseur de faire pivoter le couple vers la droite dans un mouvement de déroulé. Alors qu'un pivot vers la gauche nécessite un mouvement d'enroulé où les corps des deux danseurs sont un obstacle.

Toutefois et bien qu'il s'agisse de la forme la plus courante, le tour de valse n'est pas la seule existante, il est possible de trouver dans certaines valses chorégraphiées des formes telles que des grands-jetés, des véroniques (passage de la danseuse sous le bras du danseur) ou encore des sauts…

## Typologie

### La valse viennoise
Elle désigne une danse à pas rapides, sur un tempo compris entre 110 et 180 battements par minute. Les phrases musicales comportent 8 mesures.
Elle fut écrite essentiellement au XIXe siècle par les compositeurs de la dynastie des Strauss (Johann père et fils, Josef et Édouard Strauss), et viennois tels que Franz Lehár, Josef Lanner, Carl Michael Ziehrer, ainsi que quelques compositeurs français tels que Émile Waldteufel ou même Jacques Offenbach, danois comme Hans Christian Lumbye ou tchèques comme Julius Ernest Wilhelm Fučík.
Dans les concours, la valse viennoise obéit actuellement à deux standards :
- le style international : valse toujours dansée en position rapprochée, ce qui limite le nombre de figures.
- le style américain : valse beaucoup plus libre, dans laquelle les partenaires peuvent rompre le contact pour effectuer des figures variées.

En valse viennoise, il est important de pivoter d'un tour complet sur 6 temps. C'est indispensable pour avancer en ligne droite et tenir la ligne de danse.
La valse viennoise se danse le plus souvent à droite, avec des périodes plus courtes de valse à gauche pour éviter que la tête des danseurs ne tourne à force de danser dans un seul sens.

### La valse lente ou anglaise

The Last Waltz, par Clarence F. Underwood (1912)

Forme de valse apparue dans le même temps que la valse viennoise au début du XIXe siècle. Cette valse ne se dansait encore que sur deux temps et n'était qu'une simple évolution de la valse viennoise classique sur trois temps, remplaçant le deuxième temps par une pause. Cette façon de danser la valse s'étendit après la Seconde Guerre mondiale grâce à une nouvelle génération qui cherchait une façon stylisée et naturelle de danser la valse.
La valse anglaise sur 3 temps se danse alternativement à droite et à gauche.
Bien que plus lente, elle est réputée plus difficile que la valse viennoise. La valse anglaise est la forme moderne de l'ancien « boston », valse lente à 3 temps originaire des États-Unis.
Comme un bon nombre de danses, le boston se heurte aux chefs religieux du XIXe siècle. Elle est toutefois acceptée, à la condition que la main de l'homme, qui doit tenir la taille de la femme, soit pudiquement enveloppée dans un gant ou, qu'au moins, elle tienne un mouchoir afin que ce contact jugé si osé soit moralement plus acceptable. C'est une valse plus lente que la viennoise et comporte des figures nombreuses.
Importé en Europe par la colonie américaine dès 1867, le boston a un immense impact auprès du grand public à la fin du XIXe siècle en raison de son exécution relativement simple. En 1912, le nom du club de danseurs londoniens the Keen Dance Society est changé en boston club. Si le boston est toujours pratiqué outre-Atlantique, l'Europe lui a donné un nouveau visage. C'est entre 1920 et 1930 qu'un groupe de professionnels britanniques développe, entre autres, la valse anglaise pour en faire une danse sportive. Le rythme est peu à peu ralenti pour s'adapter aux ballades et aux chansons d'amour qui font le succès de nombreux compositeurs du XXe siècle. C'est ainsi que la valse anglaise acquiert douceur et tendresse, et la poésie et le repos qui donnent à ses danseurs cette élégance particulière.
Le tempo idéal de la valse anglaise est actuellement de trente mesures à la minute.

### La valse musette ou valse française
Danse de bal apparue en France à la fin du XIXe siècle, suivie de peu par la java, qui lui est proche. Ces deux danses sont plus rapides que la valse « classique ».
La forme la plus aboutie et la plus originale de valse musette est la toupie.

### La valse tango
Danse argentine qui se danse en deux temps (mesure composée), sur de la musique qui s'appelle également valse tango ou vals (qui s'écrit sans e final en espagnol). Bien que sur un rythme ternaire, les pas de cette danse sont pris dans ceux du tango car, en 6/8 ou en 12/8, c'est le temps qui est ternaire et non la mesure.

### La valse chaloupée
Danse apparue à Paris au début du XXe siècle et popularisée par Max Dearly et Mistinguett dans le cadre d'un spectacle de danse humoristique au Moulin Rouge en 1908.

### Autres formes de valses
La musique et la danse traditionnelles proposent également des valses plus complexes que la valse à 3 temps, appelées « valses asymétriques », en général à 5, 8 ou 11 temps. La valse à 5 temps fait son apparition vers les années 1850 mais n'arrive pas à s'imposer dans les salons face à son aînée. Cette forme, et ses dérivées à 8 et 11 temps, réussi tout de même à coexister dans les répertoires populaires et folkloriques.
Les temps supplémentaires au pas de valse se dansent en marquant un appui alterné sur chacune des jambes, exerçant ainsi une légère poussée qui accentue le mouvement tournant.
- Valse à trois temps : (1 2 3) pas-de-valse. Le premier temps est plus déplacé que les deux autres, qui sont piétinés, mais tous ont la même durée.
  - Pour les hommes : (1 2 3) Gauche-droite-gauche | (1 2 3) Droite-gauche-droite
  - Pour les femmes : (1 2 3) Droite-gauche-droite | (1 2 3) Gauche-droite-gauche

- Valse à cinq temps : (1 2 3) pas-de-valse (4 5) 2 pas
  - Pour les hommes : (1 2 3) Gauche-droite-gauche (4) Droite (5) Gauche | (1 2 3) Droite-gauche-droite (4) Gauche (5) Droite
  - Pour les femmes : (1 2 3) Droite-gauche-droite (4) Gauche (5) Droite | (1 2 3) Gauche-droite-gauche (4) Droite (5) Gauche

- Valse à huit temps : (1 2 3) pas-de-valse (4 5 6) pas-de-valse (7 8) 2 pas
  - Pour les hommes : (1 2 3) Gauche-droite-gauche (4 5 6) Droite-gauche-droite (7) Gauche (8) Droite | (1 2 3) Gauche-droite-gauche (4 5 6) Droite-gauche-droite (7) Gauche (8) Droite
  - Pour les femmes : (1 2 3) Droite-gauche-droite (4 5 6) Gauche-droite-gauche (7) Droite (8) Gauche | (1 2 3) Droite-gauche-droite (4 5 6) Gauche-droite-gauche (7) Droite (8) Gauche

- Valse à onze temps : (1 2 3) pas-de-valse (4 5 6) pas-de-valse (7 8) 2 pas (9 10 11) pas-de-valse. On trouve parfois la forme (1 2 3) pas-de-valse (4 5 6) pas-de-valse (7 8 9) pas-de-valse (10 11) 2 pas
  - Pour les hommes : (1 2 3) Gauche-droite-gauche (4 5 6) Droite-gauche-droite (7) Gauche (8) Droite (9 10 11) Gauche-droite-gauche | (1 2 3) Droite-gauche-droite (4 5 6) Gauche-droite-gauche (7) Droite (8) Gauche (9 10 11) Droite-gauche-droite
  - Pour les femmes : (1 2 3) Droite-gauche-droite (4 5 6) Gauche-droite-gauche (7) Droite (8) Gauche (9 10 11) Droite-gauche-droite | (1 2 3) Gauche-droite-gauche (4 5 6) Droite-gauche-droite (7) Gauche (8) Droite (9 10 11) Gauche-droite-gauche.

Les valses irlandaises (sur des airs par exemple de O' Carolan.)
Les valses alsaciennes, dites valses des roses.[réf. nécessaire]

## Autres danses apparentées à la valse
- Redowa
- Mazurka

## Quelques compositeurs de valses
- Mili Balakirev
- Johannes Brahms
- Frédéric Chopin
- Dmitri Chostakovitch
- Gabriel Fauré
- Reynaldo Hahn
- Joseph Lanner
- Franz Liszt
- Olivier Métra
- Maurice Ravel
- Juventino Rosas
- Camille Saint-Saëns
- Jean Sibelius
- Johann Strauss père
- Johann Strauss fils
- Franz Lehár
- Piotr Ilitch Tchaïkovski
- Émile Waldteufel
- Carl Michael Ziehrer
- Yann Tiersen
- Agustín Barrios Mangoré